# Петля Батасия

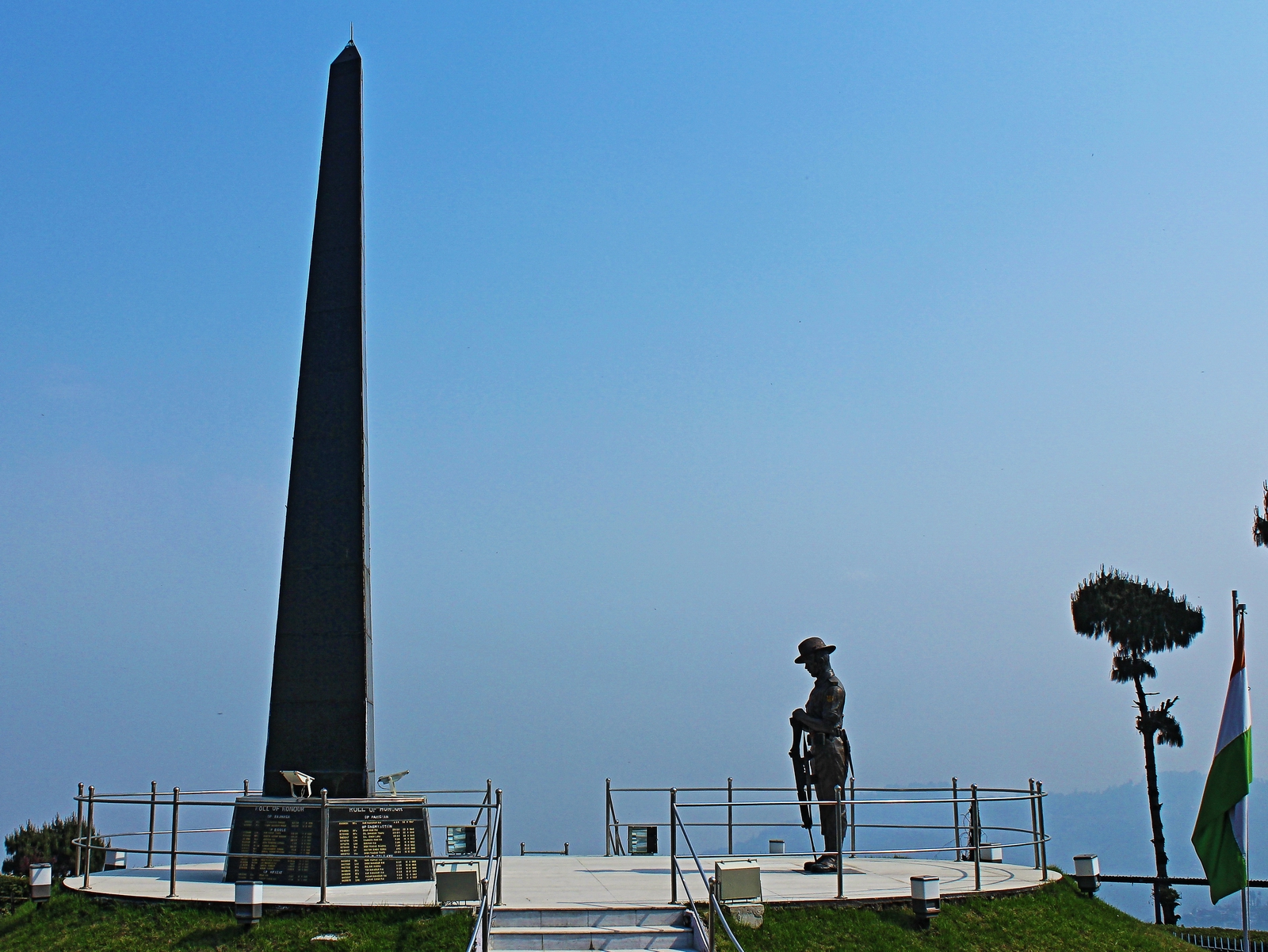
Военный Мемориал Петли Батасия

Петля Батасия — спиральная железная дорога, созданная, чтобы снизить уклон подъёма на Дарджилингской Гималайской железной дороге в округе Дарджилинг в Западной Бенгалии, Индия. Петля была введена в эксплуатацию в 1919 году.

## Местоположение
Петля находится в 5 км от Дарджилинга, перед Гумом. В центре петли находится Мемориал солдатам Горкха Индийской армии, отдавшим жизнь за независимость Индии в 1947 году.